# Talavera minuta
Espèce
Synonymes
- Icius minutus Banks, 1895
- Saitis minisculus Banks, 1896

Talavera minuta est une espèce d'araignées aranéomorphes de la famille des Salticidae.

## Distribution
Cette espèce se rencontre aux États-Unis, au Canada et en Russie dans l'oblast de Magadan,.

## Description
La carapace du mâle décrit par Logunov et Kronestedt en 2003 mesure 1,20 mm de long sur 0,81 mm et l'abdomen 1,07 mm de long sur 0,79 mm et la carapace de la femelle mesure 1,14 mm de long sur 0,78 mm et l'abdomen 1,20 mm de long sur 0,87 mm.

## Publication originale
- Banks, 1895 : Some new Attidae. The Canadian Entomologist, vol. 27, p. 96-102 (texte intégral).